# Little Glory
Little Glory est un film de Vincent Lannoo, produit et sorti en 2011, réalisé en Belgique.

## Synopsis
À la suite de la mort de ses parents, Shawn, 19 ans, se retrouve à devoir élever sa jeune sœur Julie, âgée de 7 ans. Mais comment arriver à prendre soin d'une autre personne quand on n'est pas capable de se prendre soi-même en charge ?

## Fiche technique
- Titre : Little Glory
- Réalisateur : Vincent Lannoo
- Scénariste : François Verjans
- Producteur : John Engel
- Photographie : Vincent van Gelder
- Musique : Michel Bisceglia, Casimir Liberski
- Montage : Frédérique Broos
- Casting : John Hubbard, Ros Hubbard
- Décors : Alina Santos
- Costumes : Brenda Shenher
- Maquillage : Tracy George
- Genre : Drame
- Format : Couleurs - 2.35:1 - 35 mm - DCP
- Dates de sortie du film : 
  -  Italie : 2 novembre 2011 (Festival international du film de Rome)
  -  France : 14 juin 2012 (Festival du film de Cabourg)
  -  Belgique : 12 septembre 2012
- Durée : 109 minutes

## Distribution
- Cameron Bright : Shawn
- Hannah Murray : Jessica
- Isabella Blake-Thomas : Julie
- Astrid Whettnall : Monica
- Martin Swabey : Matt